# Skulptur Mutter mit Sohn und Tochter
Die Skulptur Mutter mit Sohn und Tochter ist ein Werk des 2005 verstorbenen Bergheimer Künstlers Heinz Klein-Arendt und befindet sich in der Fußgängerzone der Kreisstadt Bergheim im Rhein-Erft-Kreis in Nordrhein-Westfalen.

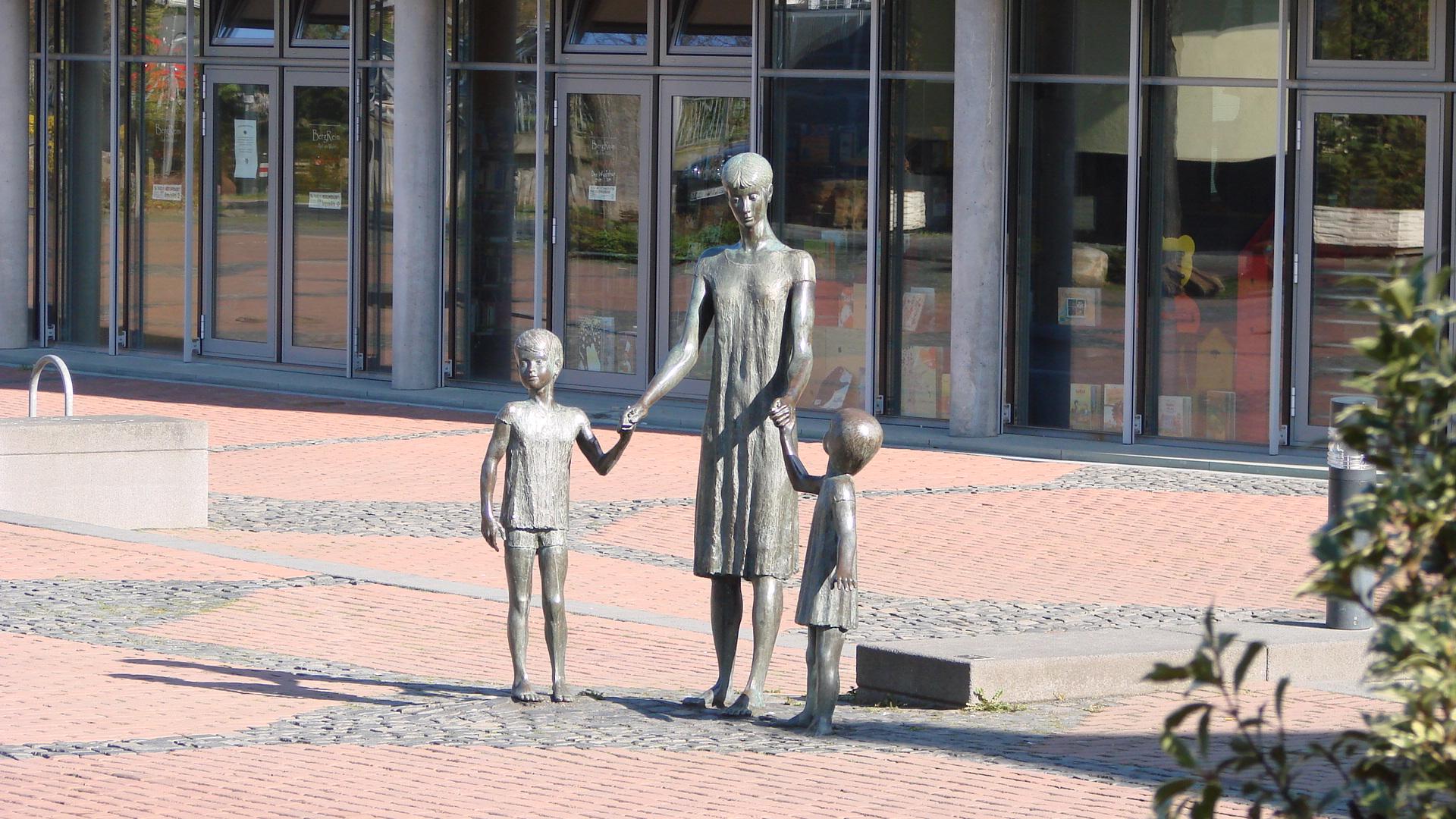
Die Skulptur Mutter mit Sohn und Tochter

## Beschreibung
Die Bronzeplastik „Skulptur Mutter mit Sohn und Tochter“ entstand 1980 und hat ihren jetzigen Platz in Zusammenhang mit der Anlegung der Fußgängerzone gefunden.
Eine Mutter fasst ihre beiden Kinder an der Hand. Über die Art der Haltung und die Blickrichtungen lassen sich menschliche Rollenmuster ablesen: die jüngere Tochter wirkt unentschlossen. Sie sucht den Blickkontakt mit der Mutter, auf deren Verhaltensmaßnahmen sie wartet. Der ältere Sohn hat demgegenüber selbstbewusst den Kopf nach vorn gerichtet. Er verkörpert ein fortgeschrittenes Stadium der „Abnabelung“. Der Künstler hat diese Figuren, indem er sie in zeitloser Kleidung und barfuß darstellte, vom Individuellen ins Allgemeine erhoben.